# Tragèdia de Lançalot
Tragèdia de Lançalot és una novel·la cavalleresca signada per mossèn Gras publicada el 1496.

## Descripció
En aquesta obra es redueixen al mínim els episodis cavallerescos de la novel·la francesa Mort del rei Artús, del segle xiii, i es dona més importància a la història sentimental, que s'amplifica i s'interpreta en el sentit de les novel·les italianes. És, doncs, una interpretació renaixentista d'un antic text artúric que presta més atenció a l'expressió recarregada de la psicologia sentimental que a l'aventura.

## Història
Només es coneix una edició impresa a Barcelona el 1496, de la qual només es conserven divuit pàgines de l'incunable, amb caràcters de lletra bastant grans.
L'autor mossèn Gras s'ha identificat amb el cavaller Lluís Gras, ambaixador d'Alfons el Magnànim a Tunis el 1444 i 1445, segons conclouen Rubió i Riquer.
És un exponent de la darrera fase de la novel·la de cavalleria a Catalunya. Malgrat la seva diferent importància s'ha relacionat el text amb certes parts del Tirant lo Blanc i Curial e Güelfa pel que fa a l'equilibri entre l'aventura i la psicologia dels sentiments. És una obra contemporània al Somni de Francesc Alegre i estilísticament similar.